# Hugues de Genève
Hugues de Genève, parfois dit de Genève-Anthon, mort le 20 novembre 1365, est le dernier seigneur en titre de la baronnie de Gex. Troisième fils du comte de Genève, Amédée II, il tient un rôle important dans les luttes delphino-savoyardes du XIVe siècle.

## Biographie

### Origine
Hugues (Hugard) de Genève est né « dans les dernières années du XIIIe siècle »,. Il est le troisième fils du comte de Genève, Amédée II, et de Agnès de Chalon, fille de Jean Ier l'Antique,,. Il a deux autres frères Guillaume, qui succèdera à leur père, et Amédée qui deviendra évêque de Toul de 1320 à 1330. Sa sœur Jeanne épouse Guichard VI d'Albon, dit le Grand, seigneur de Beaujeu, et sa sœur Marie épouse Jean II de Chalon-Arlay, petit-fils de Jean Ier de Chalon-Arlay (1259-1316).

### Héritage
Dans son testament du 24 septembre 1306, son père légue ses châteaux de « Varey, Mornex, Rumilly-sous-Cornillon, et Cornillon, pour le vidomnat des Bornes, pour les droits sur le marché de La Roche, et pour les terres et rentes qu'il possède en Vaud, le tout sous la condition qu'ils ne pourront aliéner ces châteaux et droits qu'en faveur des héritiers du comte », à son frère et à lui,,. Dans cet acte, il désigne l'aîné, Guillaume, comme son successeur,. Le comte Amédée II meurt deux ans plus tard, le 22 mai 1308,.
Il est marié très jeune, en 1308 (1305, selon le site de généalogie Foundation for Medieval Genealogy - FMG)), avec une riche héritière, Isabelle, dame d'Anthon et de Pérouges, fille du seigneur Guichard VI d'Anthon et de Léonnette de Thoire-Villars,,,. Il prend le nom et les armes de épouse.
Il hérite à cette date la seigneurie de Varey,.
En 1323, il rend hommage, au nom de sa femme, pour l'ensemble des fiefs possédés en terres dauphinoises — Anthon, Colombier (Colombier-Saugnieu), Pont-de-Chéruy, le château-fort d'Autichamps, le port de Channeissieu ou encore la maison de Saint-Romain — auprès du Dauphin de Viennois, Guigues VIII,.

### Guerre delphino-savoyarde
Allié du Dauphiné, il est un ennemi acharné de Maison de Savoie, s'engageant dans la lutte contre la maison de Savoie, au cours des années 1320 et la décennie suivante. L'historien Eugene L. Cox considère qu'« entre 1320 et 1329, Hugues de Genève-Anthon est le cœur et l'esprit de la résistance face à l'expansion savoyarde ». En rendant hommage en 1323 au Dauphin, il s'engage à participer aux guerres menées contre les comtes de Savoie au cours de la première moitié du XIVe siècle.
Guigues VIII, dauphin de Viennois intervient lors de la bataille de Varey, du 7 août 1325, et défait les troupes du comte de Savoie Édouard qui tentaient de s'emparer du château. En remerciement, Hugues se reconnait homme lige de ce dernier, et rend hommage du château de Varey, le 16 février 1334 auprès du Dauphin,. Il obtient, en 1333, les seigneuries de Cruseilles et de Hauterive,.
En 1334, il renouvelle son hommage — notamment pour les fiefs d'Anthon, de Gourdans, de Saint-Romain, de Brangues et de Varey — auprès du nouveau Dauphin, Humbert II de Viennois,. Guigues VIII est en effet tué l'année suivante, le 2 août 1333, au cours du siège de La Perrière,. La mort du Dauphin oblige, pendant un temps, Hugues à mettre fin à sa guerre contre le comte de Savoie. Des négociations entreprises dès l'année précédente trouvent une solution. Il doit ainsi laisser ses fiefs d'Anthon, de Gourdans et Varey à Humbert II de Viennois. Il doit également abandonner ses possessions — les châteaux et châtellenies de Mornex, Cornillon, Rumilly-sous-Cornillon et le vidomnat des Bornes — à son neveu le comte de Genève, Amédée III, allié du comte de Savoie, en recevant en échange les châteaux de Cruseilles et d'Hauteville,.
En 1339, il participe à la chevauchée du roi d'Angleterre Édouard III, en Flandre, puis en Gascogne au début des années 1340. Il exerce au début des années 1340 la charge de lieutenant du duché d'Aquitaine, aux côtés de Bernard-Aiz d'Albret (Bernat-Etz V, seigneur d'Albret),. L'historien Georges Minois le présente comme « un chef savoyard redoutable [...] type de ces mercenaires qui vont bientôt proliférer ». Il mène plusieurs combats dans « le Condomois, le Gabardan, l'Agenais, la vallée du Lot » et en août 1341, il est à la tête d'une petite armée qui vainc le comte de Valentinois, Louis, et reprend Bourg.
Avec le traité de Romans du 30 mars 1349, le dauphin Humbert II cède le Dauphiné de Viennois au royaume de France. En contrepartie, le fils du roi de France, prend le titre de dauphin et la France reconnaît une certaine autonomie de la nouvelle province. Du fait du changement de vassal, Hugues rend hommage pour ces terres au nouveau Dauphin, Charles (le futur roi Charles V). Il est fait bailli de Faucigny pour le Dauphin, de 1349 jusqu'à l'année 1355.

### Baron de Gex et défaite face au comte de Savoie
Grâce à son soutien au Dauphin dans sa lutte contre le comte de Savoie, Hugues de Genève devient le bailli de Faucigny, en 1350,.
Devenu veuf, il épouse Éléonore de Joinville, héritière de la seigneurie de Gex, à la mort de son frère Hugues de Joinville,. Le 27 février 1352, le Dauphin Charles, fils aîné du Roi de France, lui concède à perpétuité « […]toute la baronnie de Gex, avec ses fiefs, arrière-fiefs, territoires et mandements ». Toutefois, le comte de Savoie Amédée VI l'enjoint de lui rendre hommage pour son fief de Gex, ce qu'il refuse considérant que cette terre était dauphinoise. Le conflit de vient ouvert.
Il se retrouve face à Étienne II de La Baume, dit Galois, tout deux sont pourtant au service du roi de France. Le roi et le pape tentent de s'interposer, mais ils ne peuvent empêcher le conflit de s'étendre au Dauphiné. Hugues de Genève tente de relancer la lutte contre la maison de Savoie et lance une grande chevauchée à l'automne 1352,. Les troupes ravagent les alentours de Genève.
Face aux nouvelles alliances, le comte de Savoie entreprend une grande offensive contre ses voisins à partir de 1353. En avril 1354, a lieu la grande bataille des Abrets opposant Hugues de Genève et les seigneurs du Dauphinois aux troupes savoyardes,,,,. Le jeune comte de Savoie, Amédée VI, défait ses adversaires et s'empare de Gex,,.
Ce coup de force surprend le roi de France qui abandonne ses prétentions sur cette région et cède le Faucigny en 1355, au comte de Savoie,. Amédée III de Genève, isolé face aux prétentions de son voisin le comte de Savoie, se reconnaît vaincu en juillet 1355. Le traité de Paris du 5 janvier 1355 met fin au long conflit opposant la Savoie au Dauphiné et attribue le Pays de Gex à la Savoie,. Le comté de Genève est désormais enclavé dans l'immense territoire contrôlé par les Savoie.
À cette date, Hugues se met au service du roi de France en tant qu'homme de guerre et diplomate,.

### Un «habile diplomate» (Duparc)
En 1358, il obtient du Dauphin les seigneuries de Saint-Laurent-en-Velin, de Villeneuve de Roybon et de Saint-Donat.
Lors des nouvelles négociations de paix, en 1360, le pape Innocent VI le mandate aux côtés de l'abbé de Cluny auprès du roi Édouard III et de son régent,. Il est ainsi présent lors des négociations de Longjumeau (avril), puis lors du traité de Brétigny (mai 1360).
En 1360, sa fille, Béatrice (Beatrix) devient l'épouse du marquis de Saluces, Frédéric II,,,.
En 1361, il est viguier du Dauphin pour la cité de Vienne.
En 1363, il intervient comme arbitre entre le lieutenant du Dauphin et le marquis de Saluces.

### Mort
Hugues de Genève meurt le 20 novembre 1365,. L'historien Pierre Duparc qualifie cette mort comme « l'événement peut-être le plus important de cette période ».
Son fils, Aimon/Aymon, meurt peu de temps après lui, en 1369.

## Famille
Hugues de Genève épouse, en premières noces, en 1308 dame Isabelle d'Anthon,,. Ils ont deux enfants : Aimon/Aymon († 1369), et Béatrice/Beatrix (it), († 31 août 1392),. Des auteurs du XIXe siècle, mais aussi Duparc et le site Foundation for Medieval Genealogy ont également donné Amédée de Saluces († 1419), cardinal,. Il est cependant son petit-fils.
Aymon épouse Béatrix de Montbel, puis en 1361 Jeanne de Vergy, veuve de Geoffroi de Charny († 1356),. Il survit peu de temps à son père, semblant mourir en 1369, peut être le 17 novembre 1369. D'après Samuel Guichenon, il a rédigé son testament le 10 septembre 1369. L'ensemble des titres et des terres passent à sa sœur, Béatrice (Beatrix) (it), épouse du marquis Frédéric II de Saluces,.
Hugues épouse en secondes noces, en 1351, Éléonore, fille de Guillaume de Joinville,,. Ils n'ont pas d'enfants.